# Маллет, Таня
Та́ня Ма́ллет (англ. Tania Mallet; 19 мая 1941, Блэкпул, Англия — 30 марта 2019, Маргит, там же) — английская модель и актриса, наиболее известная по роли Тилли Мастерсон в фильме о Джеймсе Бонде «Голдфингер» (1964).

## Ранний период жизни
Таня Маллет родилась в Блэкпуле в семье британца Генри Маллета и русской Ольги Мироновой. Таня была двоюродной сестрой актрисы Хелен Миррен. Её мать и отец Хелен были братом и сестрой. Маллет училась в школе моделей Люси Клейтон и начала работать моделью в возрасте 16 лет в 1957 году, став одной из самых узнаваемых и знаменитых моделей конца 1950-х — начала 1960-х годов.

## Карьера
По словам Маллет, она получила роль Тилли Мастерсон, после того, как кто-то послал её фотографию в бикини продюсеру Бонда Кубби Брокколи. По сюжету фильма её персонажа убивают, когда Одджоб (Гарольд Саката) бросает в неё шляпу-котелок со стальной тульей.
Ещё до «Голдфингера» Брокколи пробовал Маллет на роль девушки Бонда, Татьяны Романовой, в фильме «Из России с любовью». Несмотря на то, что мать актрисы была русской, Маллет не получила эту роль, предположительно, из-за провинциального британского акцента. По иронии судьбы, голос итальянской актрисы Даниэла Бьянки, которая в итоге сыграла Татьяну, был переозвучен другой актрисой.
Несмотря на хорошие критические отзывы и коммерческий успех фильма, «Голдфингер» остался единственным крупным проектом с участием Маллет. Актриса назвала две причины того, что она вернулась в модельный бизнес и отклоняла все последующие предложения режиссёров: во-первых, ей не нравились ограничения личной свободы, налагаемые контрактом на время съёмок фильма, и во-вторых — «ужасный» гонорар. Первоначально ей предлагали 50 фунтов в неделю, и после трудных переговоров ей удалось увеличить гонорар до 150 фунтов; эту сумму она легко могла заработать в день как модель. Согласно воспоминаниям её кузины Хелен Миррен, Маллет была «преданным и щедрым человеком», поддерживала свою мать и оплачивала образование своих братьев.

## Фильмография
- 1964 — Голдфингер — Тилли Мастерсон